# Église Saint-Jacques d'Ormoy
L'église Saint-Jacques d'Ormoy est une église paroissiale catholique, dédiée à saint Jacques, située dans la commune française d'Ormoy et le département de l'Essonne.

## Historique
L'église est construite au XIIe siècle
Des travaux sont réalisés, en particulier à la fin du XIXe siècle.
Depuis un arrêté du 6 mars 1926, l'église est inscrite au titre des monuments historiques.

## Description
L'édifice conserve un maître-autel du XVIIIe siècle.

## Pour approfondir